# Hoya pusilla
Hoya pusilla är en oleanderväxtart som beskrevs av R.E. Rintz. Hoya pusilla ingår i släktet Hoya och familjen oleanderväxter. Inga underarter finns listade i Catalogue of Life.